# L'Homme monté sur un âne
L'Homme monté sur un âne dit La Perle est une eau-forte créée en 1644 par l'artiste néerlandais Nicolaes Berchem, célèbre pour ses paysages idylliques et ses scènes pastorales. Le musée Condé de Chantilly et le musée des Beaux-Arts de la ville de Paris, entre autres, en possèdent un exemplaire.

## Contexte
Dans cette œuvre de jeunesse, Berchem mêle des éléments issus de sa formation à Haarlem et son intérêt pour le paysage italianisant. Berchem, qui ne s'est pas alors rendu en Italie, s'inspire de Pieter van Laer et de Jan Both qui, de retour d'Italie vers 1642, ont largement diffusés des représentations de la campagne romaine et de ses habitants. Les eaux-fortes de Jan Both, notamment, sont peuplées de vagabonds et de mulets fatigués, marchand sur des chemins rocailleux, éclairés par un soleil aveuglant.
A l'arrière-plan, une femme porte une corbeille sur la tête, un motif inspiré de la canéphore antique omniprésent chez les italianisants.

## Analyse
L'importance accordés aux animaux, avec les moutons au premier plan dans des poses variées, est probablement reprise du maître présumé de l'artiste, Claes Cornelisz. Moeyaert, dont plusieurs eaux fortes sont dédiées au berger et à son troupeau. Ce naturalisme découle d'études d'après des animaux vivants. L'œuvre présente toutefois un souci du détail absent des gravures de Moeyaert.
Berchem réalise une composition picturale qui témoigne d'une recherche de dynamisme. Un effet pictural ressort du trait libre par endroit et de la restitution subtile du relief des formes ensoleillées, prouesse technique qui a valu à cette estampe le surnom de La Perle, attribué par des collectionneurs du XVIIIe siècle.